# Amintolan
Amintolan är ett berg i Indonesien.   Det ligger i provinsen Aceh, i den västra delen av landet, 1 400 km nordväst om huvudstaden Jakarta. Toppen på Amintolan är 303 meter över havet. Amintolan ligger på ön Pulau Bangkaru.
Terrängen runt Amintolan är platt åt sydväst, men åt sydost är den kuperad. Havet är nära Amintolan åt nordväst. I omgivningarna runt Amintolan växer i huvudsak städsegrön lövskog.